# حرف‌باز

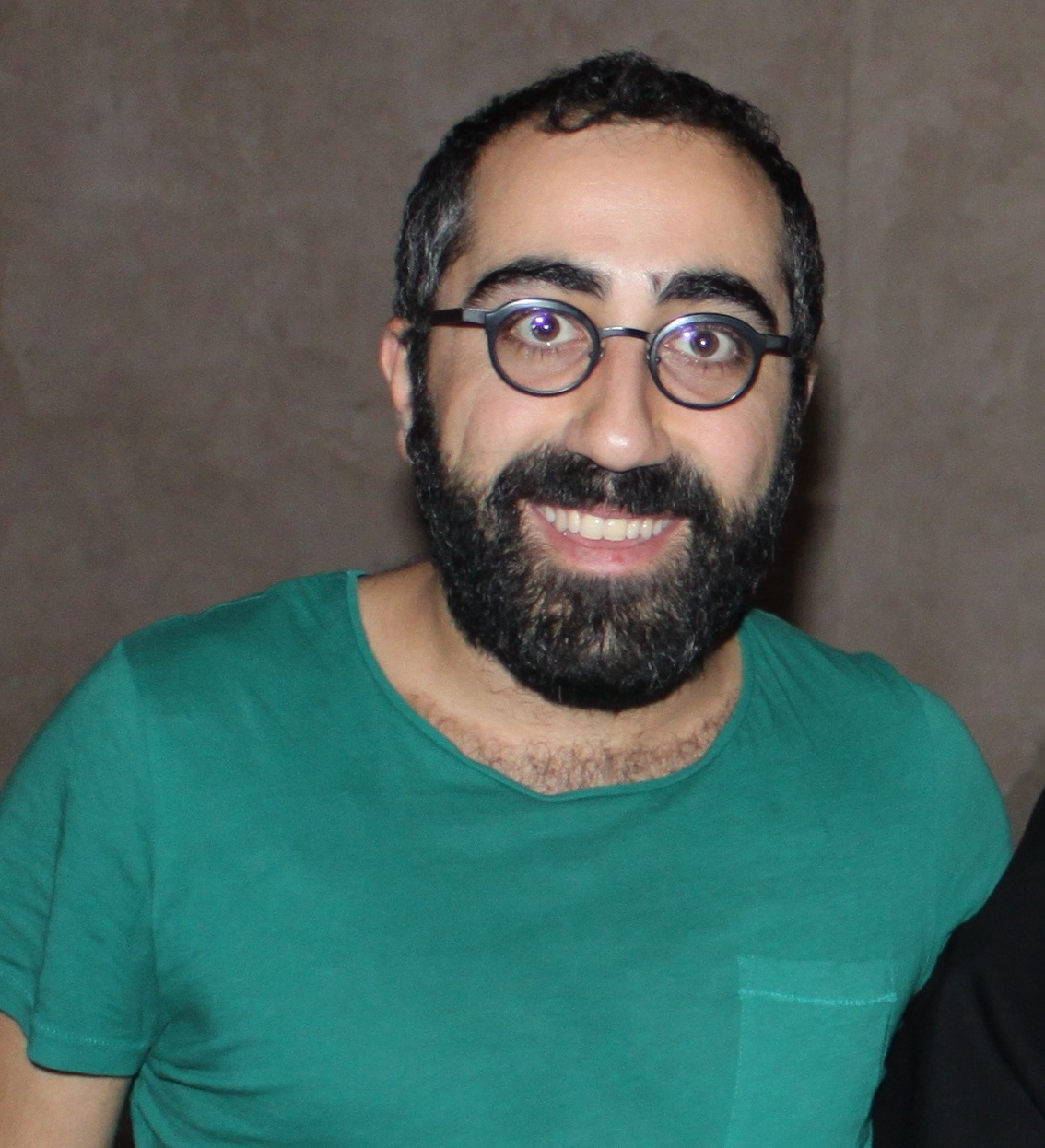
بهداد اسفهبد

حرف‌باز (به انگلیسی: HarfBuzz) یک کتاب‌خانه توسعه نرم‌افزار برای شکل‌دهی به متون یونیکد است. حرف‌باز دو نسخه دارد که به حرف‌باز قدیم و حرف‌باز جدید معروف است. حرف‌باز قدیم دیگر توسعه داده نمی‌شود. نسخه قدیم تنها از فونت‌های نوع اوپن‌فونتز پشتیبانی می‌کرد، در حالی که نسخه جدید از انواع مختلف تکنولوژی‌های مرتبط با فونت‌ها پشتیبانی می‌کند. حرف‌باز تنها از قابلیت شکل‌دهی متون پشتیبانی می‌کند و برای رندر کردن و طرح‌بندی متون به کتابخانه‌های دیگر نیاز است. پنگو (که حرف‌باز در آن گنجانده شده)، می‌تواند برای طرح‌بندی سطح بالاتر متون مورد استفاده قرار گیرد. فری‌تایپ و آنتی-گرین ژئومتری هم می‌توانند برای رندر کردن متون استفاده شوند. اهداف پروژه حرف‌باز، آن طور که توسعه‌دهندگان عنوان کرده‌اند، زیبایی، قدرت، انعطاف، کارامدی و قابل حمل بودن است. حرف‌باز می‌تواند در برنامه‌هایی نظیر ابزارهای ساخت واسط گرافیکی کاربر، مرورگرهای وب، ابزارهای طراحی فونت، شبیه‌ساز ترمینال‌ها، پردازشگرهای دسته‌ای اسناد و موتورهای TeX مورد استفاده قرار گیرد. حرف‌باز یک نرم‌افزار آزاد است و تحت پروانه ام‌آی‌تی منتشر می‌شود. این پروژه از جمله پروژه‌هایی است که توسط فری‌دسکتاپ. ارگ میزبانی می‌شود. توسعه‌دهنده اصلی این برنامه بهداد اسفهبد است. نام «حرف‌باز» اصطلاح است که از زبان فارسی و حرف باز گرفته شده است.

## کاربران سرشناس
در حال حاضر هم کیوت و هم پنگو از حرف‌باز استفاده می‌کنند. دیگر کاربران مستقل عبارتند از فایرفاکس، کرومیوم و لیبره‌آفیس.